# Мчедлишвили, Пипо Сосиевич
Пипо Сосиевич Мчедлишвили (1900 год — дата смерти неизвестна) — звеньевой колхоза имени Сталина Сигнахского района Грузинской ССР. Герой Социалистического Труда (1949).
В 1948 году звено под руководством Пипо Мчедлишвили собрало в среднем с каждого гектара по 30,3 центнера табака сорта «Трапезонд» на участке площадью 3 гектара. Указом Президиума Верховного Совета СССР от 3 мая 1949 года удостоен звания Героя Социалистического Труда «за получение высоких урожаев кукурузы и табака в 1948 году» с вручением ордена Ленина и золотой медали «Серп и Молот».